# ISS-Expeditie 27
ISS Expeditie 27 is de zevenentwintigste missie naar het internationaal ruimtestation ISS. De missie begon op 16 maart 2011.
Het was de vijfde missie die uit zes bemanningsleden bestond. De commandant van deze missie was Dmitri Kondratjev van de Russische ruimtevaartorganisatie Roskosmos. Aangezien er zes bemanningsleden naar het ISS vertrokken werden er twee Sojoezraketten gelanceerd, omdat elke Sojoez maar drie bemanningsleden kan vervoeren.

## Bemanning
| Positie           | Eerste deel (maart 2011)                     | Tweede deel (maart 2011 - mei 2011)                |
| ----------------- | -------------------------------------------- | -------------------------------------------------- |
| Bevelhebber       | Dmitri Kondratjev, Roskosmos 1e ruimtevlucht | Dmitri Kondratjev, Roskosmos 1e ruimtevlucht       |
| Flight Engineer 1 | Catherine Coleman, NASA 3de ruimtevlucht     | Catherine Coleman, NASA 3de ruimtevlucht           |
| Flight Engineer 2 | Paolo Nespoli, ESA 2de ruimtevlucht          | Paolo Nespoli, ESA 2de ruimtevlucht                |
| Flight Engineer 3 |                                              | Andrej Borisenko, Roskosmos 1e ruimtevlucht        |
| Flight Engineer 4 |                                              | Aleksandr Samokoetjajev, Roskosmos 1e ruimtevlucht |
| Flight Engineer 5 |                                              | Ronald Garan, NASA 2e ruimtevlucht                 |